# باربی: جستجوگر
باربی: جستجوگر (به انگلیسی: Barbie: Explorer) یک بازی برای مایکروسافت ویندوز و پلی‌استیشن با حضور باربی می‌باشد. این بازی توسط رانرکرفت توسعه یافت و توسط ویوندی یونیورسال اینتراکتیو پابلیشینگ منتشر گردید و در سال ۲۰۰۱ عرضه شد.

## پی‌رنگ
باربی در حالی‌که به‌عنوان یک خبرنگار کار می‌کند، در موزه‌ای محلی آینه‌ای باستانی پیدا می‌کند که چهار قطعهٔ آن گم شده است و زمانی که کامل شود، قدرتش آزاد خواهد شد.او تصمیم می‌گیرد برای یافتن این قطعات، ماجراجویی‌ای را در سراسر جهان آغاز کند تا این چهار گنجینه را بیابد. این مکان‌ها عبارتند از تبت، مصر، آفریقا (که همه از ابتدا قابل دسترسی هستند) و در نهایت یک منطقهٔ قابل باز شدن به نام بابل. هر یک از این مکان‌ها دارای سه مرحله است که در پایان با یک غول مرحله آخر به اتمام می‌رسد.
بازی زمانی پایان می‌یابد که هر چهار شیء باستانی پیدا شده باشند و باربی به موزه بازگردد. او هر قطعه را در جای مخصوصش روی آینه قرار می‌دهد و آینه بازسازی می‌شود.